# سيسيليا اندكفيست
سيسيليا اندكفيست (بالسويدية: Cecilia Lundqvist)‏ هي فنانة سويدية، ولدت في 1971 في إسكيلستونا في السويد.